# Seabear
Seabear är ett folkrockband från Reykjavik, Island. Bandet består av Sindri Már Sigfússon, Örn Ingi Ágústsson, Gudbjörg "Guggý" Hlin Gudmundsdottir, Ingibjörg "Inga" Birgisdóttir, Kjartan Bragi Bjarnason, Halldór "Dóri" Ragnarsson, och Sóley Stefánsdóttir. Bandet tillhör skivbolaget Morr Music.
Bandet startade som ett enmansprojekt av Sindri, men har nu vuxit till sju medlemmar.

## Diskografi
Studioalbum
- The Ghost That Carried Us Away - 2007
- Teenage Kicks - 2008
- We Built a Fire - 2010

Singlar och EPs
- Singing Arc EP - 2004
- While the Fire Dies - 2010
- Lion Face Boy/Cold Summer - 2010